# Emmy Bernatzik

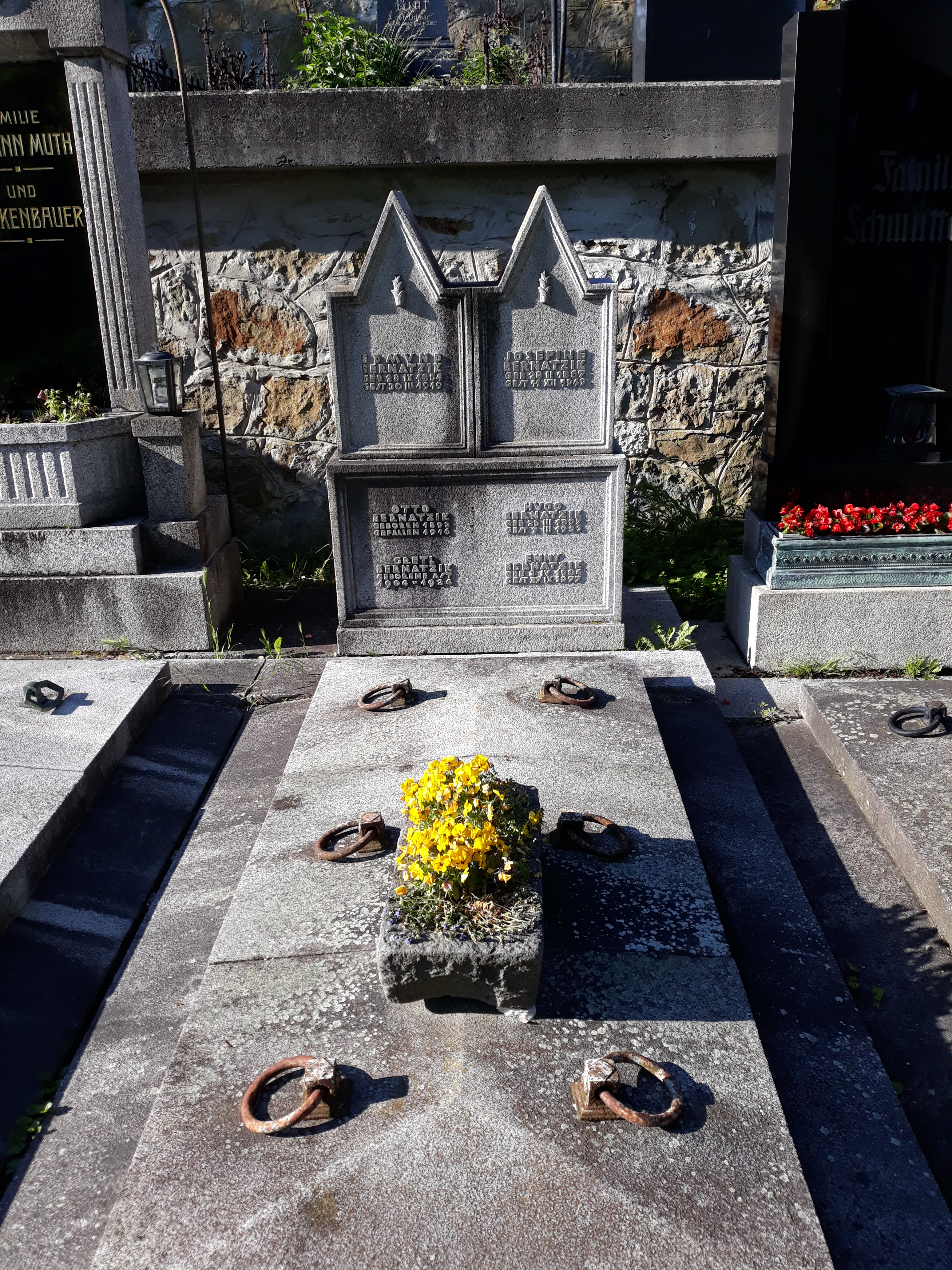
Das Grab von Emmy Bernatzik im Familiengrab Bernatzik auf dem Heiligenstädter Friedhof in Wien

Emmy Bernatzik (* 3. April 1904 in Wien, Österreich-Ungarn als Emilie Maria Wilhelmine Winkler; † 27. Juli 1977 in Einsiedeln in der Schweiz) war eine österreichische Ethnologin, Autorin und wichtige Mitarbeiterin ihres Mannes, des Ethnologen Hugo Bernatzik.

## Leben
Emmy Winkler studierte ab 1927 Psychologie und Völkerkunde in Wien, schloss diese Studien aber nicht ab. Am 19. Juni 1928 heiratete sie Hugo Adolf Bernatzik, den sie auf vielen Expeditionen begleitete. Sie war als Musikethnologin, wissenschaftliche Mitarbeiterin, Koautorin, Sekretärin und Agentin mitverantwortlich für die Erfolge ihres Mannes und veröffentlichte selbst feuilletonistische Arbeiten.
Sie beantragte am 13. März 1940 die Aufnahme in die NSDAP und wurde zum 1. Januar 1941 aufgenommen (Mitgliedsnummer 8.467.705).

## Schriften
- Afrikafahrt. Eine Frau unter westafrikanischen Negern. Seidel & Sohn, Wien 1936.
- Maskenfeste und Tiertänze bei den westafrikanischen Negern. In: Bibliothek der Unterhaltung und des Wissens. 60. Jg., Bd. 9, Union. Stuttgart / Berlin / Leipzig 1936.
- Siedeln und Wohnen bei den Berbern im Hohen Atlas (Marokko). In: Wiener Ethnohistorische Blätter. Heft 8, Wien 1974.